# Западноамериканские кроты
Западноамериканские кроты (Scapanus) — род кротов семейства Talpidae, обитающие в Северной Америке к западу от Скалистых гор на юг до Нижней Калифорнии-дель-Норте и на север до Британской Колумбии, везде, где условия позволяют жить кротам; то есть всюду, за исключением самых песчаных, каменистых или застроенных мест. Поскольку они являются одним родом, они весьма близко родственны, но как виды они редко, если вообще когда-либо, успешно скрещиваются.
Род Scapanus содержит следующие живые виды:
- Мексиканский крот (Scapanus anthonyi)[2]
- Калифорнийский крот (S. latimanus)
- Scapanus occultus[3]
- Тихоокеанский крот (S. orarius)
- Крот Таунсенда (S. townsendii)

Кроме того, по ископаемым остаткам известно несколько вымерших видов.
- Scapanus hagermanensis (стадия Средний Бланкан (нижний плиоцен), Айдахо)[4]
- Scapanus malatinus (Бланкан (нижний плиоцен) — четвертичный период, Калифорния)[5]
- Scapanus proceridens (миоцен, Орегон и Айдахо)[6]
- Scapanus shultzi (миоцен, Калифорния и Орегон)[7]

## Распространение
Крот Таунсенда в первую очередь заселяет Калифорнию, хотя его ареал распространяется и на соседние штаты. Калифорнийский крот (вопреки своему русскому названию) обитает, в основном, в западном Орегоне, Вашингтоне и юго-западной Британской Колумбии, там его ареал часто перекрывает меньшую по размерам зону распространения тихоокеанского крота, который, как следует из его названия, не распространяется далеко вглубь страны, а живёт вблизи побережья Тихого Океана. Калифорнийский крот — один из самых крупных и мощных кротов в этом роде, а тихоокеанский крот — крот среднего размера.